# Sean Villanueva O’Driscoll
Sean Villanueva O'Driscoll (Etterbeek, 7 februari 1981) is een Belgisch klimmer. Zijn grote passie en specialiteit is 'big wall climbing'.

## Jeugd en Studies
Villanueva startte met klimmen op zijn dertiende. Hij studeerde tijdens zijn middelbare studies Grieks-Latijn in het Koninklijk Atheneum Etterbeek. Na het afmaken van zijn middelbare school, nam hij op zijn achttiende een jaar vrijaf om een jaar lang te klimmen op 's werelds mooiste kliffen.
Tijdens zijn hogere studies behaalde hij zijn licentiaat lichamelijke opvoeding aan de Vrije Universiteit Brussel. Hij is ook een gediplomeerd kliminstructeur en geeft klimles op alle niveaus.

## Prestaties

### Competitie
In 2002 behaalde hij zilver op de Belgische beker klimmen. Twee jaar later, in 2004, werd hij Vlaams studentenklimkampioen en in 2008 viel hij met zijn 4e plaats net naast het podium op het Belgisch kampioenschap klimmen.

### Rots
Hij werd bekend bij het grote publiek doordat hij in 2011 deel uitmaakte van het team dat de klimprijs Le Piolet d'Or won. Het team kreeg deze onderscheiding voor hun expeditie naar Groenland. Over deze expeditie werd ook een DVD gemaakt: "Vertical Sailing Greenland". Naast deze nieuw geopende lijnen op maagdelijke wanden in Groenland, opende Villanueva ook nieuwe lijnen (allemaal vrij te klimmen) tijdens expedities naar Baffin Island in Canada (verfilmd in de DVD "Asgard Jamming") en naar Patagonië. Villanueva klom ook veel achtstegraadroutes, waaronder enkele van de moeilijkste routes in zijn favoriete massief Freÿr.
Op expedities en klimtrips klimt hij vaak samen met klimmers Nicolas Favresse en Olivier Favresse.

### Alpinisme
Séan heeft als eerste helemaal solo (!) de volledige traverse van het Fitz Roy massief geklommen. Hij is nog maar de tweede die daar in slaagt. De eerste klimmers om deze traverse te klimmen (Tommy Caldwell & Alex Honnold, 2014) deden de beklimming van Noord naar Zuid. Séan deed het in de omgekeerde richting. Vandaar de naam die hij aan de route gaf 'The Moonwalk Traverse'. Hij deed 6 dagen over de volledige traverse (5feb - 10feb) die meer dan 10 'toppen' bevat. Onderweg vierde hij ook zijn 40e verjaardag en op elke top en tijdens elk bivak speelde hij een deuntje op zijn 'tin whistle'. Hij zit sinds januari 2020 'vast' in El Chalten, Argentinië ten gevolge van de (wereldwijde) lockdown en reisbeperkingen.

## Televisie
Op 18 januari 2012 was Villanueva te gast in het programma De Laatste Show op Eén, en hij was ook te zien als coach en een van de medeklimmers van Tom Waes bij diens geslaagde beklimming van El Capitan voor het programma Tomtesterom, uitgezonden op 26 februari 2012 op Eén.
Hij is ook te zien in de films: "Yosemite Experience", "Patagonia Dreams" en "Pakistan Project".